# جون هاينز (سياسي أمريكي)
جون هاينز (بالإنجليزية: John Hines)‏ هو سياسي أمريكي، ولد في 3 مارس 1936 في جيليت في الولايات المتحدة. حزبياً، نشط في الحزب الجمهوري. وقد انتخب عضو مجلس ولاية وايومنغ وانتخب عضو مجلس نواب وايومنغ.